# Мегино-Алданский наслег
Мегино-Алданский наслег — сельское поселение в Томпонском районе Якутии Российской Федерации.
Административный центр — село Мегино-Алдан.

## История
Статус и границы сельского поселения установлены Законом Республики Саха (Якутия) от 30 ноября 2004 года N 173-З N 353-III «Об установлении границ и о наделении статусом городского и сельского поселений муниципальных образований Республики Саха (Якутия)».

## Население
| 2002 | 2010  | 2011  | 2012  | 2013 | 2014 | 2015 |
| ---- | ----- | ----- | ----- | ---- | ---- | ---- |
| 1075 | ↘1020 | ↘1019 | ↘1003 | ↘976 | ↘950 | ↗955 |
| 2016 | 2017  | 2018  | 2019  | 2020 | 2021 |      |
| ↗957 | ↘937  | ↘921  | ↘914  | ↘912 | ↗913 |      |

## Состав сельского поселения
| № | Населённый пункт | Тип населённого пункта       | Население |
| - | ---------------- | ---------------------------- | --------- |
| 1 | Мегино-Алдан     | село, административный центр | ↗913      |